# Palácio de Tjolöholm
O Palácio de Tjolöholm (em sueco:  Tjolöholms slott;  PRONÚNCIA) é um palácio da Suécia, localizado na comuna de Kungsbacka, no norte da província histórica da Halland. Está situado a 12 km a sul da cidade de Kungsbacka, numa península da margem esquerda do fiorde de Kungsbacka (Kungsbackafjorden).

Foi concebido pelo arquiteto Lars Israel Wahlman e fundado em 1904. Pertence atualmente à Comuna de Kungsbacka.

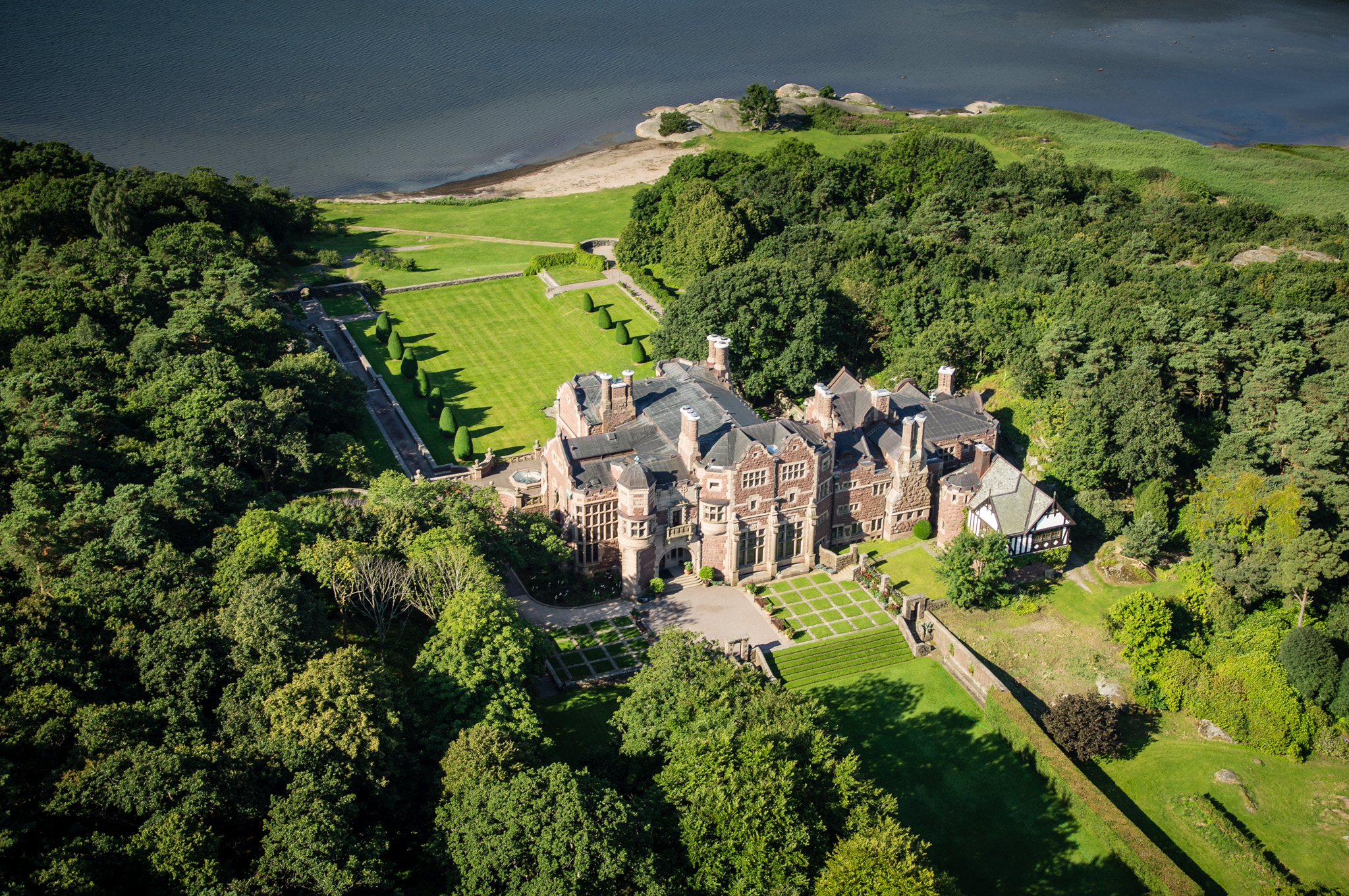
Vista aérea do palácio
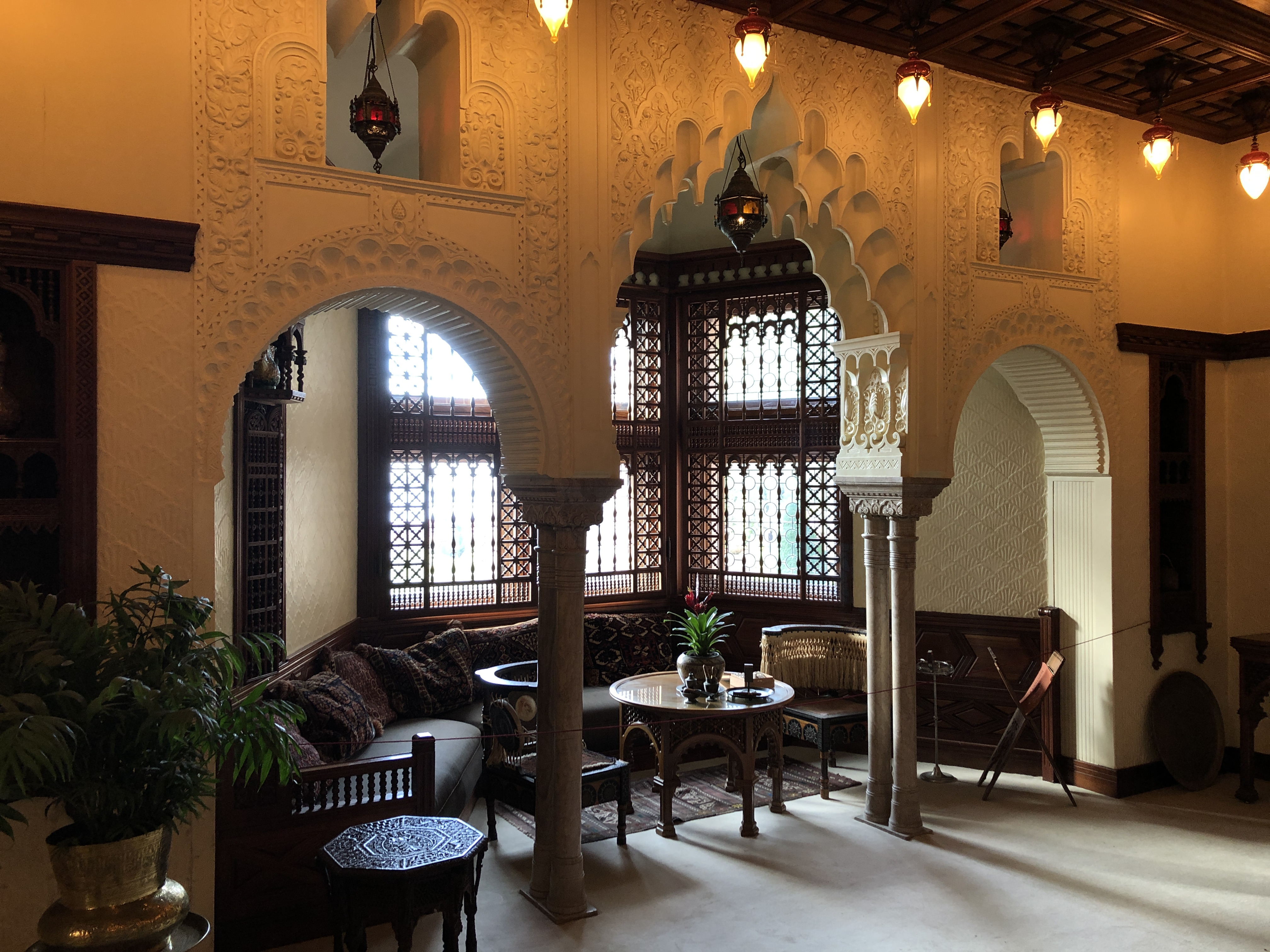
Salão de fumo em estilo mourisco
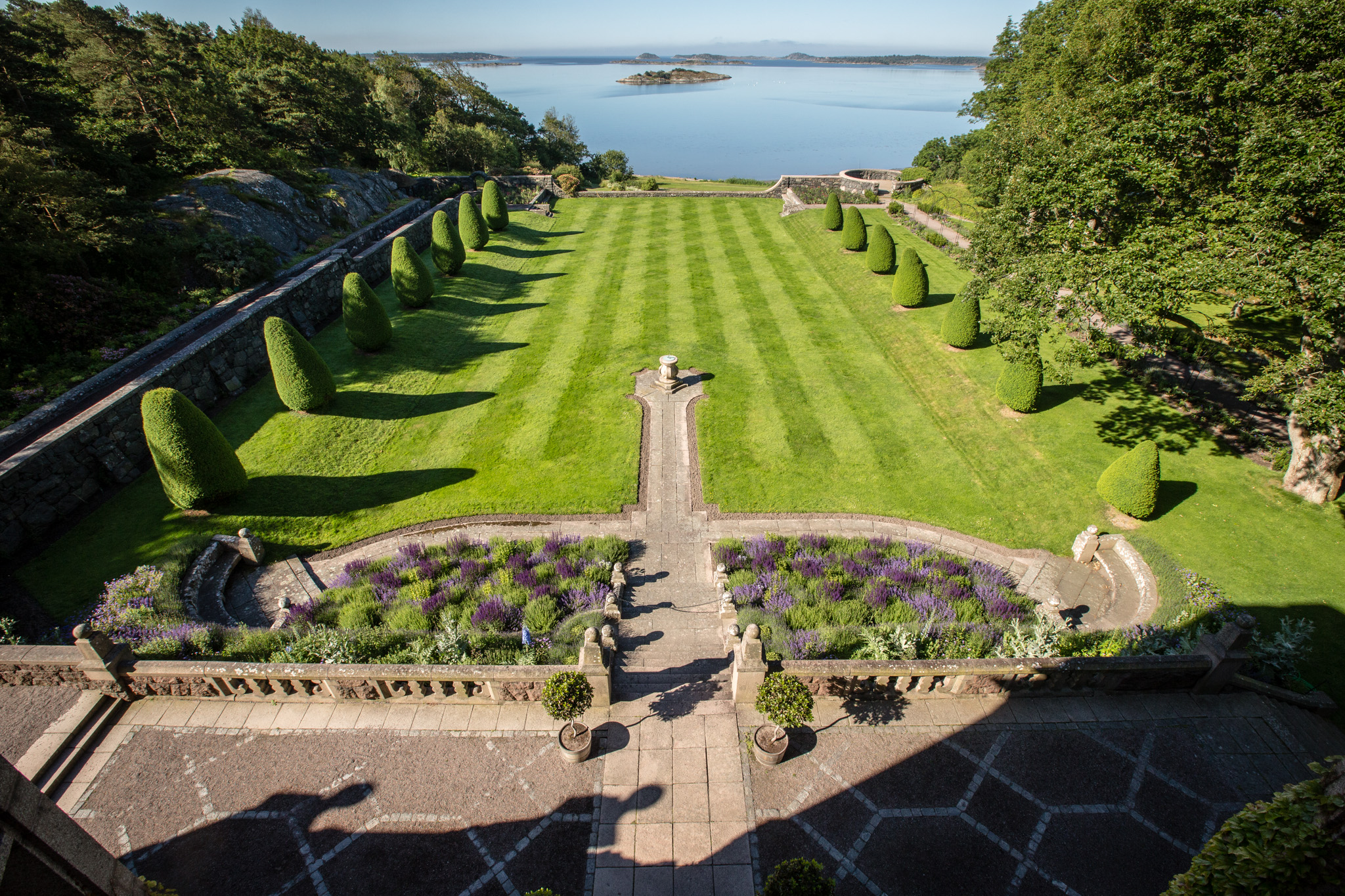
Parque exterior frente ao fiorde de Kungsbacka
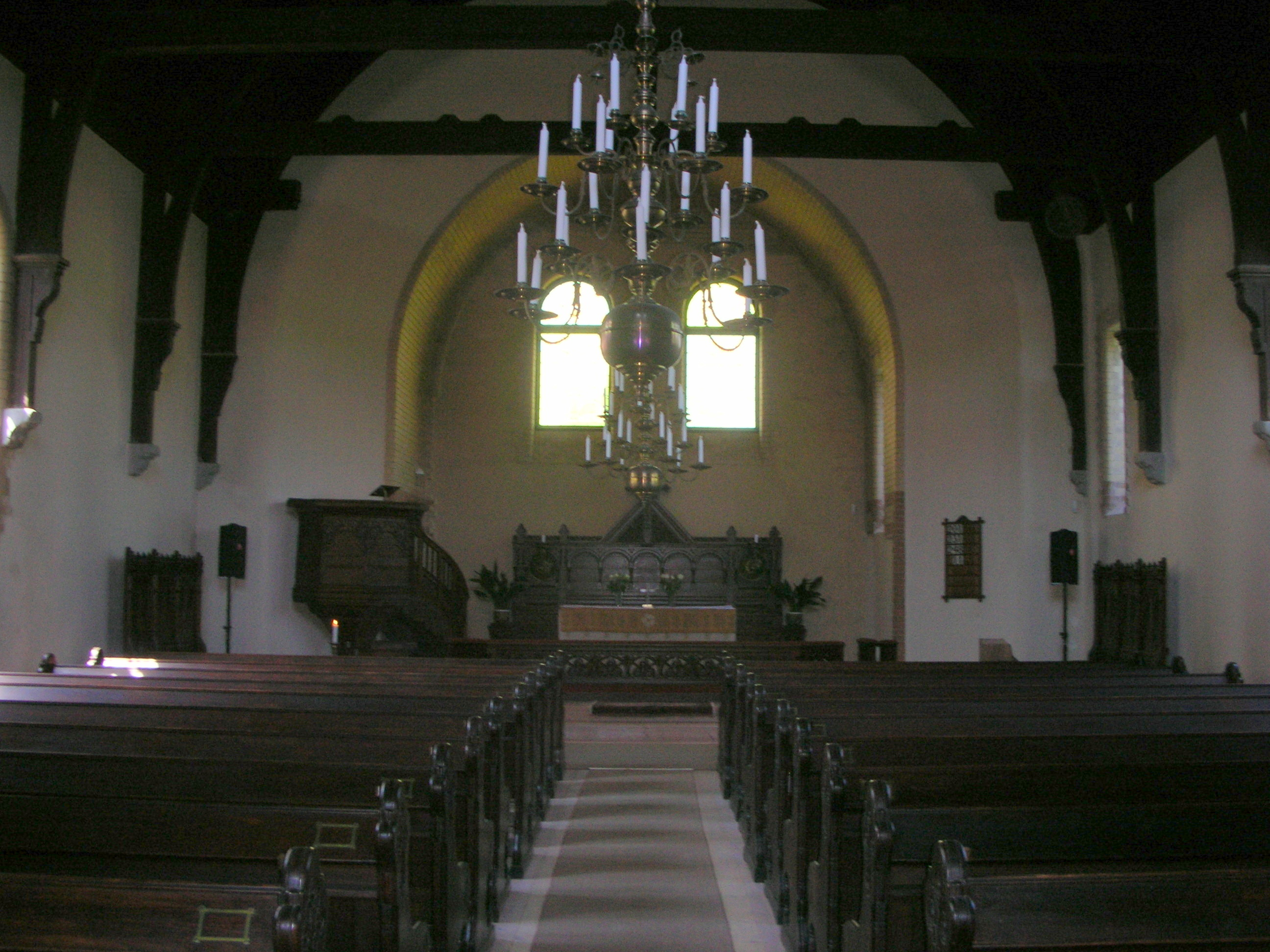
Capela do palácio